# 絴方
絴方，是商朝西北羌人的方国。
絴方活动地区与商朝西土相接，曾与𢀛方结成联盟，进犯商朝边境。约公元前13世纪，商王武丁发动了对西北游牧族絴方的战争，擒获絴方伯，杀祭先王，兼并了絴方的居地，派众人开辟成农田。